# Вецлар
Вецлар (њем. Wetzlar) град је у њемачкој савезној држави Хесен. Једно је од 23 општинска средишта округа Лан-Дил. Налази се на обалама реке Лан. По попису становништва из 2006. године има 52.831 становника.
Вецлар се налази на путу Франкфурт на Мајни-Касел, 15 километара западно од Гисена. 

### Историја
Град је основан 897. Фридрих I Барбароса је 1180. Вецлару дао статус слободнога краљевскога града, који је тај статус одржао све до 1803. Од 1689. царски суд премештен је из Шпејера у Вецлар, који је тада поред Беча, као седишта цара и Регензбурга, као седишта скупштине постао трећи град по важности у Светом римском царству немачке народности. У Вецлару је 1913. настала фабрика фото-апарата и оптике „Лејка“ (Leica, Leitz Camera). Данас овде постоје и погони металургије.
У Вецлару је једно време живео Јохан Волфганг Гете.

### Географија
Град се налази на надморској висини од 148–401 метра. Површина општине износи 75,7 km². У самом граду је, према процјени из 2010. године, живјело 51.780 становника. Просјечна густина становништва износи 684 становника/km². Посједује регионалну шифру (AGS) 6532023.

## Међународна сарадња
| Мјесто    | Држава               | Врста сарадње | Од    |
| --------- | -------------------- | ------------- | ----- |
| Авињон    | Француска            | партнерство   | 1960. |
| Шладминг  | Аустрија             | партнерство   | 1974. |
| Рајт      | Аустрија             | партнерство   | 1976. |
| Писек     | Чешка                | пријатељство  | 2007. |
| Сијена    | Италија              | партнерство   | 1987. |
| Колчестер | Уједињено Краљевство | партнерство   | 1969. |
| Извор     |                      |               |       |